# Salina Doftana
Salina Doftana a fost o veche exploatare a sării situată în localitatea Doftana, Prahova din Muntenia. A fost deschisă în anul 1865, înlocuind ocnele de la Telega care și-au oprit activitatea în anul 1872.
Salina a fost abandonată după inundația din anul 1901 datorată unor infiltrații puternice de apă.

## Date tehnice
Salina folosea procedeul de profil trapezoidal cu stâlp de susținere lateral și avea în componență 4 camere: „Carol I” (principală) care era legată de suprafață de un tunel scurt ce ducea la puțul de extracție, „Elisabeta” (spre N-V) - inaugurate în 1865 și „Brătianu” și „Rosetti” la S-E - inaugurate în 1884.
Extracția sării se realiza cu o mașină fabricată de Sächsische Maschinenfabrik vormals Richard Hartmann din Chemnitz, cu următoarele specificații: adâncime de extracție maximă cu cablu de aloes: 100 m; puterea 64 CP; viteza de extracție 3,5 m/sec.; sarcina utilă 1000 kg; capacitatea de extracție 120 -140 t/8 ore. Mașina a fost mutată la mina „Mihai” de la Slănic în anul 1912.
Exploatarea a fost legată de Câmpina cu o cale ferată în anul 1883.
| Dimensiuni (*în anul 1897) | Carol I | Elisabeta | Brătianu | Rosetti |
| -------------------------- | ------- | --------- | -------- | ------- |
| Lungimea                   | 126 m   | 96 m      | 81 m     | 81 m    |
| Deschiderea la tavan       | 3 m     | 4 m       | 3 m      | 3 m     |
| Înclinarea tavanului       | 45°     | 60°       | 60°      | 60°     |
| Lățimea la talpă           | 50 m    | 44 m      | 31 m     | 31 m    |
| Înălțimea                  | 46 m    | 46 m      | 22 m     | 22 m    |